# Nancy McCredie
Nancy McCredie, född 5 februari 1945, död 1 maj 2021, var en friidrottare från Kanada. Hon deltog vid olympiska sommarspelen 1964.